# Фриско
Фриско (на английски: Frisco) е град в окръг Съмит, щата Колорадо, САЩ. Фриско е с население от 2443 жители (2000) и обща площ от 4,5 km². Намира се на 2766 m надморска височина. ЗИП кодът му е 80443, а телефонният му код е 970.